# Paseo del Bosque
El Paseo del Bosque «René G. Favaloro» es el mayor parque de La Plata, capital de la provincia de Buenos Aires, Argentina. Es uno de los puntos turísticos más importantes de esta ciudad y está situado entre las calles 50 y 60 y las avenidas 1 y 122.
El parque tiene una extensión aproximada de 60 hectáreas y su forestación es de lo más variada. Entre sus principales especies, se pueden observar álamos, robles, ombúes, sauces y eucaliptos.

## Historia
El predio verde más extenso de La Plata se formó a partir de la estancia de Martín Iraola, que fuera expropiada con motivo de la fundación de esta ciudad como nueva capital provincial. Si bien algunos toman al 5 de junio de 1882 como fecha de fundación de este parque, lo que ocurrió ese día fue la aprobación por parte del Poder Ejecutivo de la traza de la ciudad de La Plata, que incluía el antiguo parque de Iraola. El bosque como parque público sería fundado tiempo después.
El Paseo del Bosque pasó a llamarse «René G. Favaloro» en la ordenanza municipal 11 698 del 29 de agosto de 2018.
En 2023, la Municipalidad de La Plata decidió habilitar el sector sobre avenida 122 como zona roja, para permitir que en este espacio verde se ejerza la prostitución.

## Atractivos

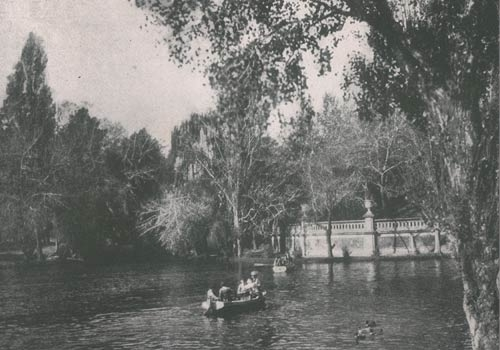
El lago del Paseo del Bosque y el Anfiteatro Martín Fierro.

El Paseo del Bosque es uno de los puntos turísticos más importantes de la ciudad de La Plata, puesto que alberga muchas actividades de entretenimiento como así también culturales y científicas:

Anfiteatro Martín Fierro, fotografía tomada por el historiador del arte platense Ángel Osvaldo Nessi.

- Anfiteatro Martín Fierro, fotografía tomada por el historiador del arte platense Ángel Osvaldo Nessi.Anfiteatro Martín Fierro: inaugurado en 1949, está ubicado junto al lago, en el centro del paseo, sobre la calle Nicolás Cúcolo. Blanco, de estilo romano circundado por un paseo pergolado como límite del sector de las plateas, tiene una capacidad para 2400 espectadores. Asiento de los elencos del Teatro Argentino de La Plata (segundo Coliseo del país), es utilizado durante los meses de verano como sede de espectáculos artísticos.[4]
- Anfiteatro René Favaloro: es un anfiteatro verde, ubicado al aire libre en el triángulo comprendido entre las avenidas Iraola y 60 y la calle 118.
- Estadio Jorge Luis Hirschi: es el estadio de fútbol del Club Estudiantes de La Plata, ubicado en avenida 1 entre calles 55 y 57. Fue inaugurado en 1907.
- Estadio Juan Carmelo Zerillo: es el estadio de fútbol del Club de Gimnasia y Esgrima La Plata, ubicado en avenida Iraola y calle 118. Fue inaugurado en 1924.
- Jardín Zoológico y Botánico: es el más grande del país que mantiene el Estado. En su entrada puede verse El Ciervo, una obra escultórica de Prosper Lecourtier.[5]
- La Gruta:  exhibe su condición de laberinto de cemento calado por cuevas de diversos tamaños. Casi oculta bajo la vegetación del bosque, se extiende en paredes blancas (supieron ser grises) marcadas por el tiempo y la humedad. Al igual que el lago, fue ideada por el ingeniero Nazario Robert (director de Paseos y Jardines).
- Lago del Bosque: deslumbrante y artificialmente natural, este espejo de agua cautiva a todo visitante de La Plata con su belleza, serenidad y servicios. Bordeado por una frondosa y atractiva vegetación, el lago ostenta juegos infantiles, paseos en bote y espacios acondicionados con las comodidades necesarias para paseos familiares al aire libre.
- Museo de La Plata: fue el primer museo de La Plata, creado en 1884 a dos años de la fundación de la ciudad. Su estructura contiene una singular planta en forma oval, que interpreta la espiral evolutiva, de estilo arquitectónico neoclásico y decoraciones con motivos americanistas. Eso lo llevó a ser reconocido, en 1997, como Monumento Histórico Nacional.
- Observatorio Astronómico: fue uno de los primeros habitantes del Bosque y su creación obedeció a una ley aprobada en octubre de 1882. El Observatorio platense es cuna de la Facultad de Ciencias Astronómicas y Geofísicas, siendo el primer centro de estudios de Latinoamérica dedicado al tema, creado en 1935.

Además, puede observarse parte del patrimonio escultórico de la ciudad, como por ejemplo las esculturas encargadas por Dardo Rocha al artista italiano Pietro Costa: La Industria, La Agricultura, Las Artes y El Comercio.

## Enlaces relacionados
- Plazas de La Plata
- Ciudad de La Plata
- Jardín Zoológico y Botánico
- Museo de Ciencias Naturales
- Observatorio Astronómico
- Estadio Juan Carmelo Zerillo
- Estadio Jorge Luis Hirschi
- Servicios de bicicletas públicas (La Plata)